# Río Shárzhenga
El río Shárzhenga (en ruso: Шарженга) es un río del óblast de Vólogda, en el norte de la Rusia europea. Pertenece a la cuenca hidrográfica del Dvina Septentrional, ya que desemboca en el Yug, que vierte sus aguas en este. El río atraviesa las localidades de Lógduz y Pleshkino.

## Geografía
El río nace en los montes Uvales. Tiene una longitud de 183 km y riega una cuenca de 1.500 km². Es un río de que se alimenta sobre todo de las nieves y lluvias que caen en la región. Su período de crecidas es en verano y en otoño. Lleva un caudal medio anual de 14 m³/s. Se hiela de enero a abril o mayo.